# العلاقات الإسرائيلية المغربية
العلاقات الإسرائيلية المغربية هي العلاقات الثنائية التي تجمع بين إسرائيل والمغرب. يوجد علاقات دبلوماسية رسمية بين البلدين، وتحظى إسرائيل باعتراف رسمي من المغرب. تقبل المغرب المواطنين الإسرائيليين على أراضيها، وأيضًا تقبل إسرائيل المواطنين المغاربة على أراضيها.
التقى مسؤولو البلدين عدة مرات أبرزها، عندما زار رئيس الوزراء الإسرائيلي شمعون بيريز المغرب في عام 1986 والتقى بالملك الحسن الثاني. وفي عام 1994 فتحت كل من البلدين مكتب اتصال لها في الأخرى. وفي عام 2003 اجتمع وزير الخارجية الإسرائيلي سيلفان شالوم بالملك محمد السادس في المغرب. في 10 ديسمبر 2020، اتفقت إسرائيل والمغرب على إقامة علاقات دبلوماسية كاملة برعاية أمريكية.

## عهد الملك محمد الخامس

محمد الخامس بن يوسف

كان المغاربة كما العديد من شعوب الدول العربية في حالة حرب مع إسرائيل منذ عام 1948، حيث انخرطت مجموعة من المغاربة في جيش المتطوعين العرب للمشاركة في الحرب العربية الإسرائيلية 1948 واستشهد خلالها أكثر من 10 مغاربة في معارك في مدن القدس ويافا وحيفا.
وقعت أحداث شغب وجدة وجرادة في 7 و8 يونيو 1948، والتي هاجم فيها مغاربة مسلمون اليهود والفرنسيين.

## عهد الملك الحسن الثاني

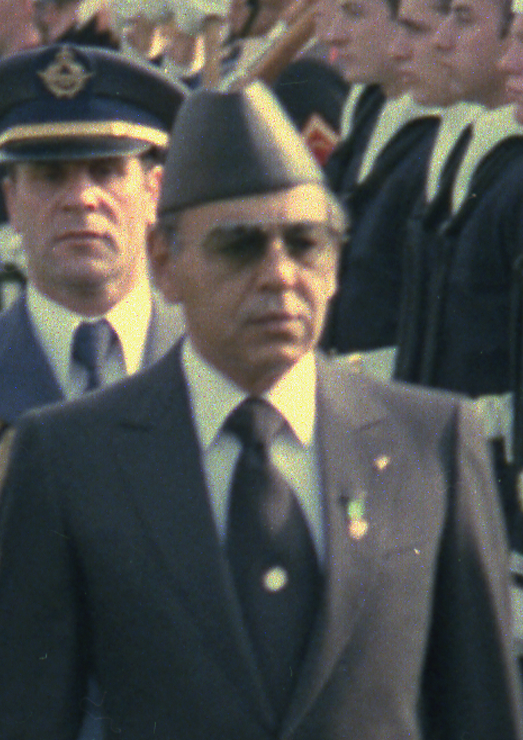
الحسن الثاني، ملك المغرب.

في عهد الملك الحسن الثاني، وُصفت العلاقة بين المغرب وإسرائيل بالمُثيرة للجدل، وبرز ذلك عندما نفذت المخابرات الإسرائيلية (الموساد) عملية ياخين بين نوفمبر 1961 وعام 1964، والتي هجر خلالها بشكل سري أكثر من 97 ألف يهودي مغربي عبر أوروبا إلى إسرائيل، وتلقى المغرب تعويضات مالية بلغت الدفعة الأولى منها نصف مليون دولار.
ووفقًا لشلومو جازيت الضابط في الموساد (كان قائدًا لسلاح المدرعات، ولاحقًا رئيسًا للموساد)، أعلم الحسن الثاني عملاء من الموساد والشاباك (عُرفوا بوحدة العصافير) حول الفندق في الدار البيضاء حيث ستعقد فيه قمة جامعة الدول العربية في سبتمبر 1965، وذاك من أجل تسجيل محادثات القادة العرب في الجلسة السرية حيث تناولوا مسألة استعدادهم للحرب مع إسرائيل. قام بمنحهم طابق كامل في الفندق، وطلب مغادرتهم قبل يوم من بدء القمة العربية.
وفقًا للصحفي الاستقصائي رونين برغمان، كانت هذه المعلومات مفيدة في انتصار إسرائيل في حرب 1967. ووفقًا له قدم الموساد بعد ذلك معلومات إلى المخابرات المغربية أدت إلى اعتقال المهدي بن بركة زعيم حركة العالم الثالث والوحدة الأفريقية واغتياله في أكتوبر 1965.
اعتقلت إسرائيل في عامي 1971 و1972 ثلاثة مغاربة كانوا ضمن قوى الثورة الفلسطينية.

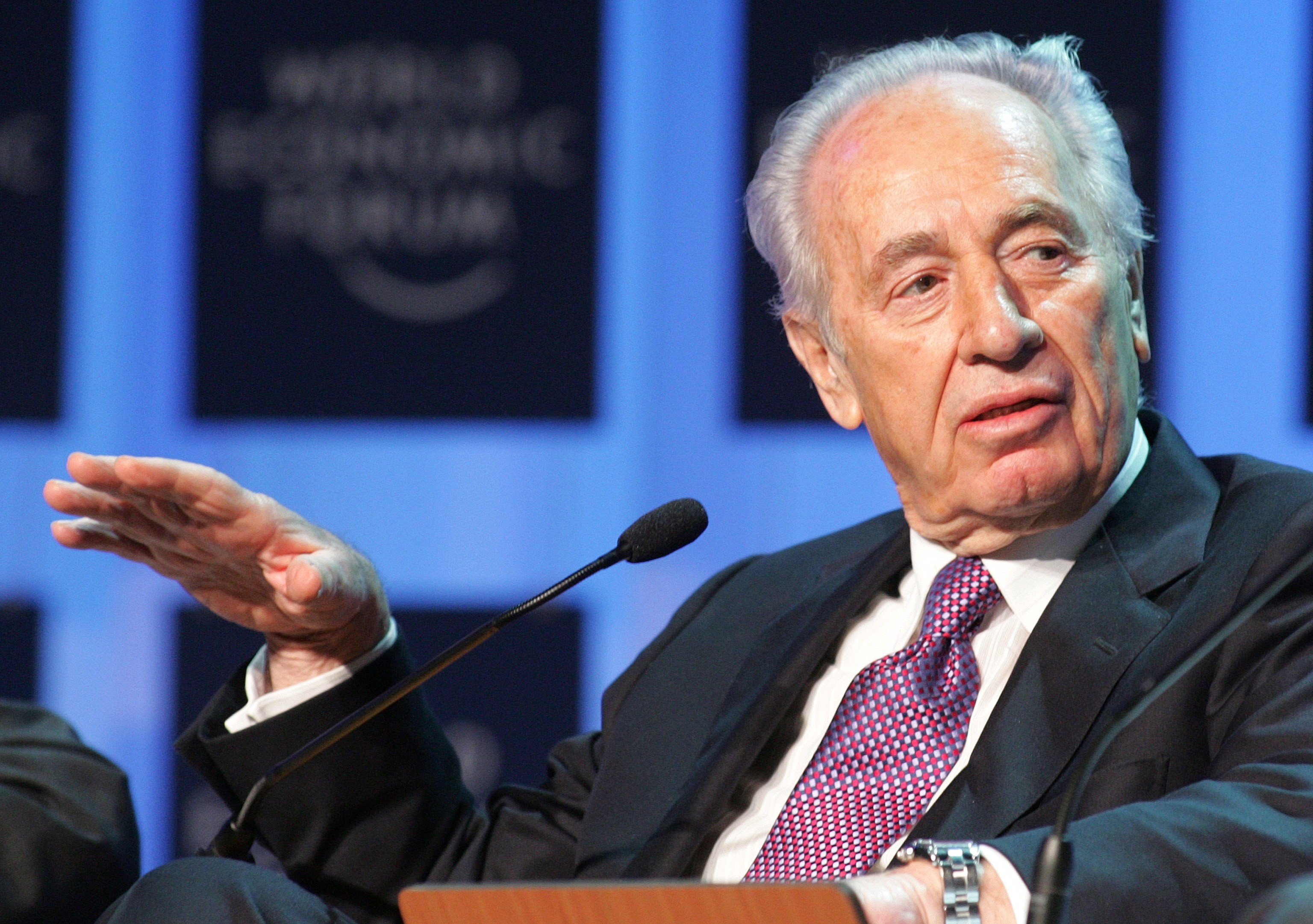
شمعون بيريز في الاجتماع السنوي للمنتدى الاقتصادي العالمي دافوس 2005

أرسل المغرب في حرب 1973 تجريدة عسكرية تكونت من لواء مشاة إلى الجبهة المصرية، ولواء مدرع إلى الجبهة السورية. وقع خلالها في الأسر 8 مغاربة لدى إسرائيل. انضم مغاربة إلى قوى الثورة الفلسطينية في لبنان واستشهد بعضهم في المعارك ضد إسرائيل.
في عام 1975، قررت منظمة المؤتمر الإسلامي تأسيس لجنة القدس وأُسندت رئاستها إلى الملك المغربي الحسن الثاني في عام 1979. ولاحقًا في عام 1998 استحدثت وكالة بيت مال القدس الشريف وتتبع لجنة القدس التي يقع مقرها في المغرب.
في 22 يوليو 1986، استقبل الحسن الثاني رئيس الوزراء الإسرائيلي شمعون بيريز في مطار إفران، واجتمع فيه بالعاصمة الرباط. قوبل اجتماعه برد فعل عنيف واحتجاجات من جامعة الدول العربية والمغاربة على حد سواء. ومع ذلك حافظ على علاقته مع بيريز، وفي عام 1999 عبر بيريز عن تعازيه بوفاة الحسن الثاني. وشارك في الجنازة نحو 200 شخصية رسمية إسرائيلية. في 28 أبريل 2019، نشر حساب إسرائيل بالعربية على تويتر، صورة اجتماع الحسن الثاني وبيريز في الرباط عام 1986.

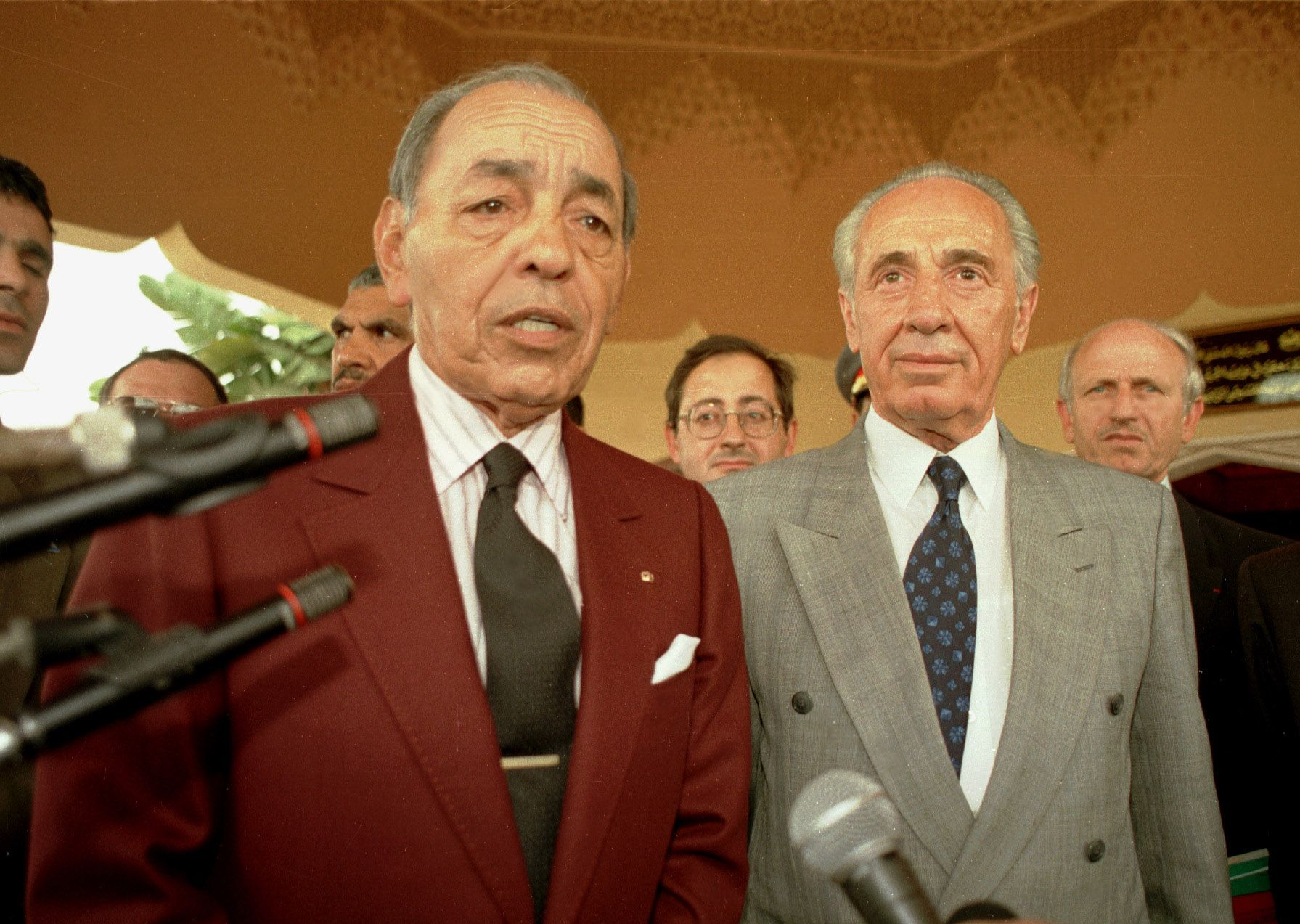
الحسن الثاني وبيريز في الرباط، 30 نوفمبر 1994

يعترف المغرب بدولة إسرائيل ضمنيًا منذ 1 سبتمبر 1994، عندما فتحت إسرائيل مكتب اتصال لها في المغرب، وفي عام 1995–96، فتحت المغرب مكتبًا مماثلًا لها في إسرائيل. كما سمحت لها إسرائيل بوجود بعثة دبلوماسية مغربية لدى السلطة الفلسطينية، والتي أنشئت عام 1996 في مدينة غزة، ولاحقًا انتقلت إلى مدينة رام الله.

## عهد الملك محمد السادس

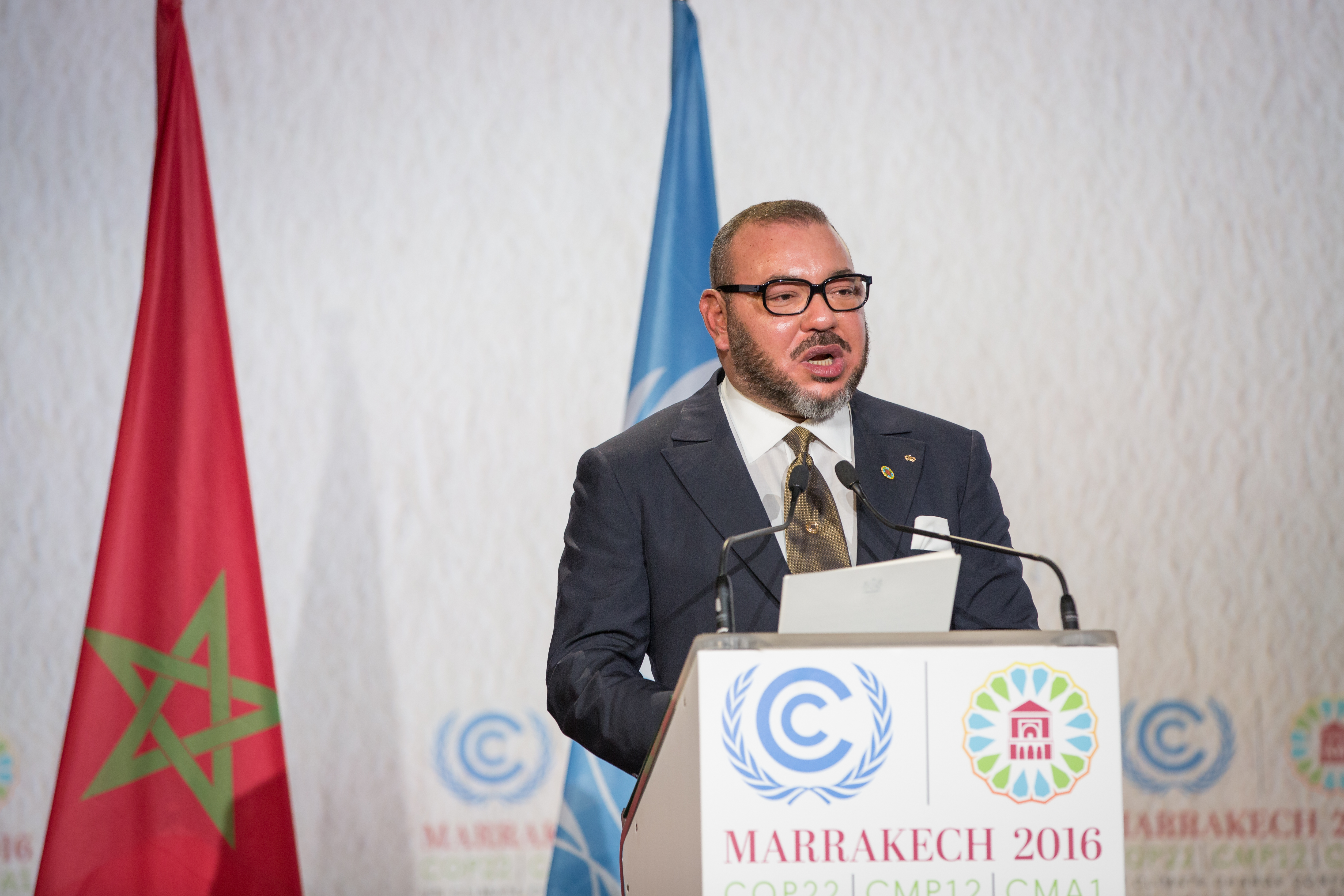
محمد السادس

بعد وفاة الحسن الثاني، أصدرت إسرائيل طابعًا بريدًا حمل صورته تكريمًا له. لاحقًا سافر وزير الإعلام الإسرائيلي إلى المغرب وسلم الطابع إلى الملك الجديد محمد السادس.
قدم 25 خبيرًا عسكريًا إسرائيليًا مساعدات وبعض الخدمات الفنية لسلاح الجو المغربي في 12 مايو 2000.
في 22 سبتمبر 2000، زار رجال أعمال إسرائيليين يمثلون 24 شركة إسرائيلية متخصصة في التقنيات الزراعية والإحيائية ووسائل التخصيب النباتي، بدعوة من غرفة التجارة والصناعة والخدمات في الدار البيضاء. كما حضر عشرات من مدراء مؤسسات وجمعيات مغربية دورة تدريبية في مجالات الزراعة والحاسوب والتعاون والمشاريع الصغيرة استمرت شهر في سبتمبر 2000.
في 23 أكتوبر 2000، أعلن المغرب عن إغلاقه مكتب الاتصال في إسرائيل والمكتب الإسرائيلي في الرباط احتجاجًا على السياسة الإسرائيلية في التعامل مع الانتفاضة الفلسطينية الثانية وإعلان الحكومة الإسرائيلية وقف عملية السلام. طالب متظاهرون مغاربة الحكومة بفتح باب الجهاد لمساعدة الفلسطينيين. أشارت مصادر مكتب الاتصال الإسرائيلي في المغرب، أن حجم التبادل التجاري بين البلدين بلغ حوالي 50 مليون دولار في عام 1999، كما أن نحو 50 ألف إسرائيلي زار المغرب خلال تلك الفترة مقابل 1000 مغربي يهودي زاروا إسرائيل.

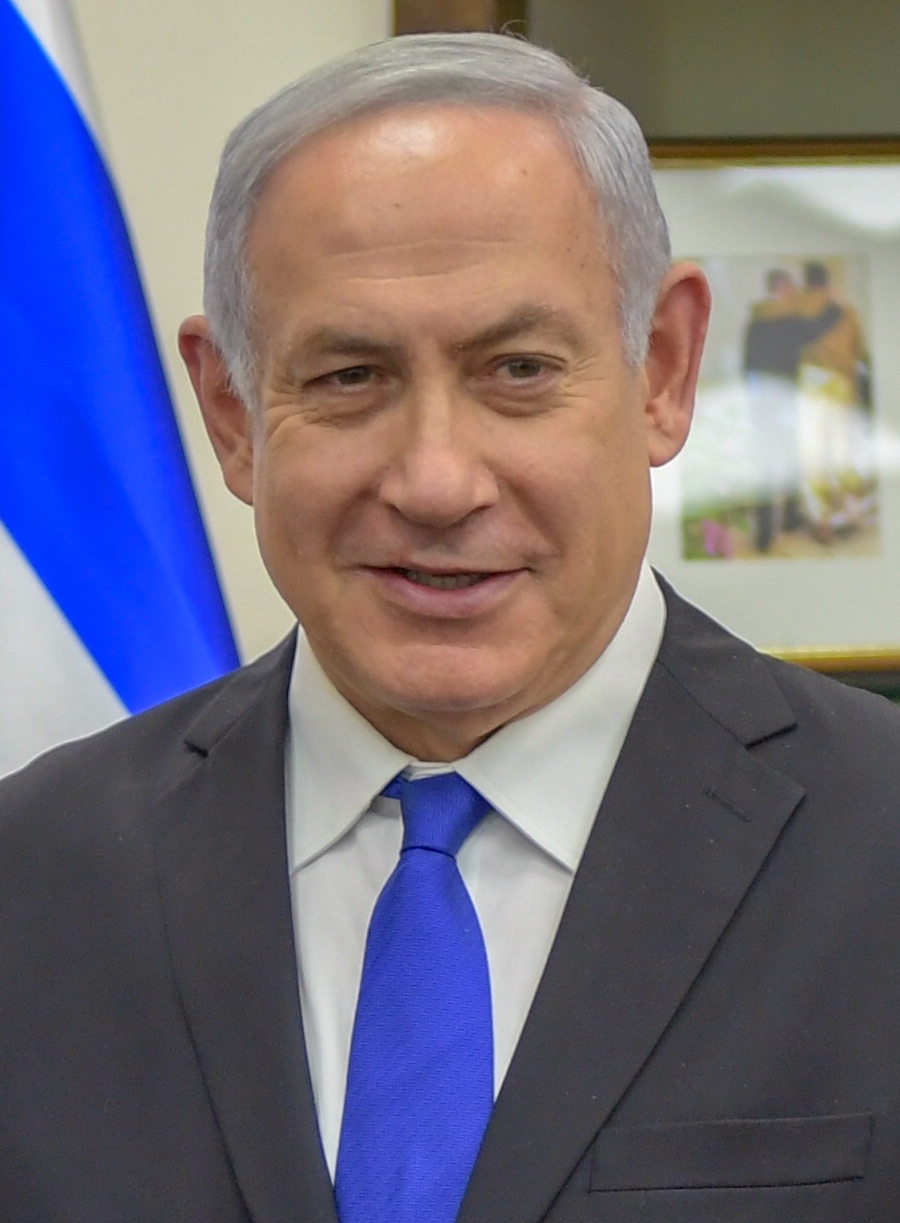
بنيامين نتانياهو

في 1 سبتمبر 2003، وصل إلى الرباط وزير الخارجية الإسرائيلي سيلفان شالوم (يهودي وُلد في تونس) حاملًا رسالة من رئيس الوزراء الإسرائيلي أرئيل شارون إلى الملك محمد السادس. تم استئناف العلاقات الدبلوماسية مع إسرائيل بعد اللقاء، من خلال إعادة تنشيط مكاتب الاتصال البلدين. قال نائب الأمين العام لحزب العدالة والتنمية المغربي في حينه سعد الدين العثماني: «أن الحزب ينظر للزيارة بقلق شديد، خاصة عندما تأتي في ظل هذه المذابح البشعة التي يقوم بها شارون وحكومته ضد الشعب الفلسطيني الأعزل.»
في 4 يوليو 2007، عُقد اجتماع بين وزيرة الخارجية الإسرائيلية تسيبي ليفني ووزير الخارجية المغربي محمد بن عيسى في باريس.
في عام 2008، وقعت عملية تبادل أسرى بين إسرائيل وحزب الله اللبناني، وأفرجت إسرائيل عن رفات ثلاث مُقاتلين مغاربة كانوا لديها في مقابر الأرقام.
شارك البلدين في مؤتمر وارسو فبراير 2019، كما أعلنت القناة 13 الإسرائيلية أن رئيس الوزراء بنيامين نتنياهو إلتقى سرًا بوزير الخارجية المغربي ناصر بوريطة في نيويورك خلال اجتماعات الجمعية العامة للأمم المتحدة، وتناقشا عن تطبيع العلاقات والملف الإيراني. انتشرت شائعات وشكوك حول محاولة المغرب تطبيع العلاقات مع إسرائيل، إلا أن احتجاجات في المغرب أحبطتها.
في يناير 2020، اشترت المغرب ثلاث طائرات دون طيار إسرائيلية بقيمة 48 مليون دولار. كما أثارت حادثة شراء المغرب 70 حافلة إسرائيلية مستعملة عبر إيطاليا الجدل في المغرب في فبراير 2020.
في 24 أغسطس 2020، قال رئيس الوزراء المغربي سعد الدين العثماني، «إن المغرب يرفض أي تطبيع مع "الكيان الصهيوني" لأن ذلك يعزز موقفه في مواصلة انتهاك حقوق الشعب الفلسطيني.» كما استنكرت 32 هيئة ومنظمة من الهيئات والمنظمات السياسية والنقابية والحقوقية والشبابية والنسائية المغربية الاتفاق الإماراتي الإسرائيلي. قامت هيئات ومنظمات بالاحتجاج أمام سفارة الإمارات بالمغرب بسبب التطبيع.

### تطبيع العلاقات رسميا
1. تسهيل الرحلات الجوية المباشرة لنقل اليهود من أصل مغربي والسياح الإسرائيليين من وإلى المغرب؛
2. استئناف الاتصالات الرسمية الثنائية والعلاقات الديبلوماسية في أقرب الآجال؛
3. تطوير علاقات مبتكرة في المجال الاقتصادي والتكنولوجي. ولهذه الغاية، العمل على إعادة فتح مكاتب للاتصال في البلدين، كما كان عليه الشأن سابقا ولسنوات عديدة، إلى غاية 2002.

في 12 سبتمبر 2020، أعلن دونالد ترامب أنه يسعى لرحلات جوية مباشرة بين الرباط وتل أبيب.
في 10 ديسمبر 2020، أعلن الرئيس الأمريكي دونالد ترامب عبر سلسلة تغريدات على حسابه الرسمي على تويتر أنَّ المغرب وإسرائيل اتفقا على تطبيع العلاقات بينهما بوساطة أمريكية، كما أعلن أنه وقع إعلانًا يعترف بسيادة المغرب على الصحراء الغربية أسوة بإعتراف المملكة المغربية بالولايات المتحدة عام 1777.

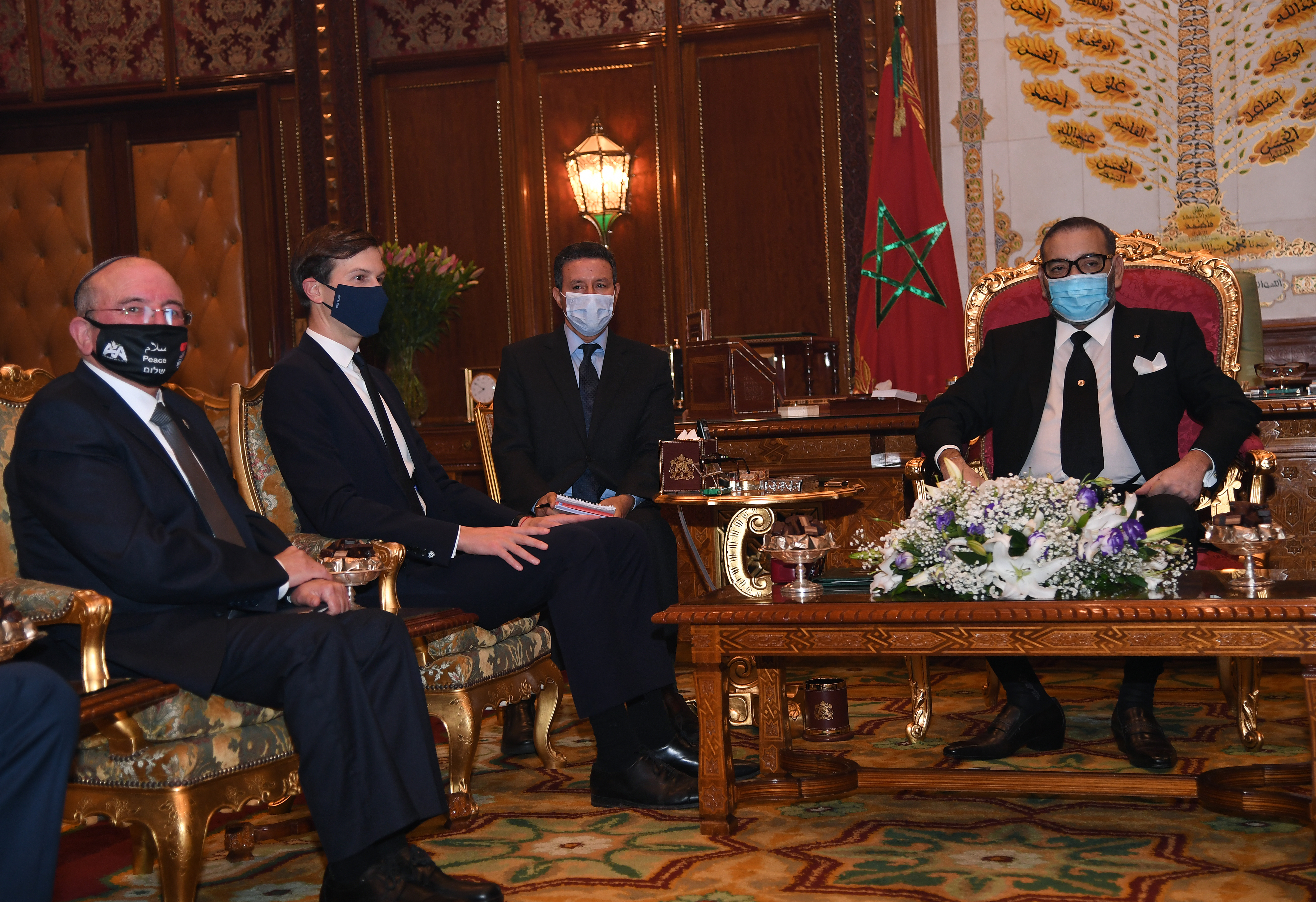
محمد السادس مع الوفد الأمريكي الإسرائيلي: جاريد كوشنر، مائير بن شبات، 22 ديسمبر 2020، المغرب

في نفس اليوم، أعلن الديوان الملكي المغربي عن إجراء محادثة هاتفية بين الملك محمد السادس والرئيس الأمريكي دونالد ترامب تباحث بموجبها سبل استئناف الاتصالات الرسمية الثنائية والعلاقات الديبلوماسية والرحلات بين إسرائيل والمغرب، كما أعلن الرئيس الأمريكي إصدار مرسوم رئاسي، بما له من قوة قانونية وسياسية ثابتة، بسيادة المملكة المغربية الكاملة على كافة منطقة الصحراء الغربية.

#### ردود الفعل الدولية
- الجزائر: في حوار رسمي أجراه الرئيس الجزائري عبد المجيد تبون مع ممثلي الصحافة الجزائرية قال " إن الجزائر لن تبارك ولن تشارك في "الهرولة نحو التطبيع" و أضاف أن القضية الفلسطينية بالنسبة للشعب الجزائري "قضية مقدسة"، و هي"أم القضايا".[46]
- مصر: ثمن رئيس جمهورية مصر العربية الخطوة المغربية مغردا عبر حسابه الرسمي على تويتر «تابعت باهتمام بالغ التطور المهم بشأن اتفاق المغرب وإسرائيل على تطبيع العلاقات بينهما برعاية أمريكية. أثمن هذه الخطوة الهامة باعتبارها تحقق مزيد من الإستقرار والتعاون الإقليمى في منطقتنا.»[47][48][49]
- الإمارات العربية المتحدة : رحب ولي عهد أبو ظبي محمد بن زايد آل نهيان مغردا عبر حسابه الرسمي على تويتر «نرحب بإعلان الولايات المتحدة الاعتراف بسيادة المغرب الشقيق على الصحراء المغربية، وبقرار الرباط إستئناف الاتصالات و العلاقات الدبلوماسية مع دولة إسرائيل..  خطوة سيادية تساهم في تعزيز سعينا المشترك نحو  الاستقرار والازدهار والسلام العادل والدائم في المنطقة.»[48][50]
- البحرين : وفقا لوكالة الأنباء البحرينية رحب ملك البحرين حمد بن عيسى آل خليفة باعتراف الولايات المتحدة الأمريكية بسيادة المملكة المغربية على منطقة الصحراء المغربية وافتتاح قنصلية أمريكية في مدينة الداخلة باعتباره خطوة تاريخية مهمة تعزز من السيادة الترابية والحقوق المغربية في الصحراء المغربية. كما أشاد باقامة الاتصالات الرسمية والعلاقات الدبلوماسية بين المملكة المغربية وإسرائيل الامر الذي من شأنه تعزيز فرص تحقيق السلام والاستقرار والازدهار في المنطقة.[48][51]
- عُمان : أصدرت وزارة الخارجية العمانية بيانا عبر حسابها الرسمي على تويتر رحبت من خلاله السلطنة بما أعلنه ملك المغرب « ترحب سلطنة عُمان بما أعلنه جلالة الملك محمد السادس عاهل المملكة المغربية الشقيقة في اتصالاته الهاتفية بكل من فخامة الرئيس الأمريكي دونالد ترامب وفخامة الرئيس الفلسطيني محمود عباس، وتأمل أن يعزز ذلك من مساعي وجهود تحقيق السلام الشامل والعادل والدائم في الشرق الأوسط.»[52][53]

#### الاحتجاجات الشعبية
بمجرد تأكيد الديوان الملكي المغربي لإعلان الرئيس الأمريكي دونالد ترامب الاعتراف بمغربية الصحراء الغربية المتنازع علبها واستئناف العلاقات الدبلوماسية مع إسرائيل، تصدر وسم #مغاربة_ضد_التطبيع مواقع التواصل الاجتماعي في المغرب، معتبرين أن تأكيد مغربية الصحراء لا يبرر التطبيع مع دولة الاحتلال الإسرائلي. بالموازاة أصدرت عدة شبيبات ونقابات وأحزاب سياسية مغربية بيانات تستنكر تطبيع العلاقات بين المملكة المغربية وإسرائيل فيما اعتبروها مقايضة للصحراء وخيانة لفلسطين وحقوق الشعب الفلسطيني من ضمنها مجموعة العمل الوطنية من أجل فلسطين؛ الاتحاد الوطني لطلبة المغرب بينما صرح رئيس المرصد المغربي لمناهضة التطبيع في المغرب أحمد ويحمان «المغرب سقط أمام الابتزاز بقضية الصحراء، ومن سولت له نفسه التخلي عن فلسطين لا يمكن أن يؤتمن بالمرة على قضية الصحراء الغربية".» مضيفا «الصحراء مغربية، والمغرب في صحرائه، وذلك بفضل التضحيات التي بذلها المغاربة بدمائهم في سبيل تحرير هذه الأقاليم وتنميتها، ولا تحتاج لتزكية من الصهاينة ولا الأمريكان لتأكيد مغربيتها".» كما أصدرت جماعة العدل والإحسان أكبر تنظيم إسلامي بالمغرب بيانا أدانت فيه التطبيع المغربي مع إسرائيل فيما اعتبرته فاجعة للشعب المغربي والفلسطيني والأمة الإسلامية وأحرار العالم، ناصا «نرفض مقايضة أي شبر من فلسطين مقابل الاعتراف بسيادتنا على أراضينا». كما أدان التنظيم وعدة هيئات مغربية منع السلطات المغربية المظاهرات الاحتجاجية ضد التطبيع. فيما وقعت أكثر من 36 هيئة ومنظمة وحزب مغربي بيانا مشتركا تحت عنوان فلسطين أمانة والتطبيع خيانة، تدين من خلاله التطبيع المغربي مع إسرائيل المتنافى مع موقف الشعب المغربي وهم الشبكة الديمقراطية المغربية للتضامن مع الشعوب؛ حزب النهج الديمقراطي؛ حزب الطليعة الديمقراطي الاشتراكي؛ حزب المؤتمر الوطني الاتحادي؛ الحزب الاشتراكي الموحد؛ الشبيبة الطليعية؛ شبيبة النهج الديمقراطي؛ حركة الشبيبة الديمقراطية التقدمية؛ منظمة الشباب الاتحادي؛ الكونفدرالية الديمقراطية للشغل؛ الجامعة الوطنية للتعليم التوجه الديمقراطي؛ الجامعة الوطنية للقطاع الفلاحي التابعة للاتحاد المغربي للشغل؛ العصبة المغربية للدفاع عن حقوق الإنسان؛ الجمعية المغربية لحقوق الإنسان؛؛ الجمعية المغربية للنساء التقدميات؛ التنسيقية المغاربية لمنظمات حقوق الإنسان؛ منظمة حريات الإعلام والتعبير-حاتم؛ الهيئة المغربية لحقوق الإنسان؛ مرصد العدالة بالمغرب؛ الجمعية المغربية لمحاربة الرشوة؛ جمعية «الحرية الآن»؛ المنتدى المغربي للحقيقة والإنصاف؛ الجمعية المغربية لصحافة التحقيق؛ الائتلاف المغربي لهيئات حقوق الإنسان؛ اليسار المتعدد؛ جمعية اطاك المغرب؛ الجمعية المغربية لتربية الشبيبة AMEJ؛ جمعية المواهب للتربية الاجتماعية؛ جمعية التنمية للطفولة والشباب ADEJ؛ جمعية شموع للمساواة؛ جمعية البديل الثقافي؛ جمعية اكورا للثقافة والفنون؛ الهيئة الوطنية للدفاع عن المال العام بالمغرب؛ الشبكة المغربية لحماية المال العام؛ تيارالاساتذة الباحثين التقدميين؛ لجنة التضامن مع الشعب الفلسطيني بالبيضاء؛ حملة بي دي آس المغرب؛ الحملة المغربية للمقاطعة الاكاديمية والثقافية لاسرائيل؛ الجمعية الوطنية لحملة الشهادات المعطلين بالمغرب.